# Alton Kelley
Alton Kelley, né le 17 juin 1940 et mort le 1er juin 2008, est un artiste américain connu pour son art psychédélique.

## Biographie
Alton Kelley est né le 17 juin 1940 à Houlton dans le Maine. Après le lycée il a travaillé en tant que mécanicien dans une usine d'hélicoptères dans le Connecticut, a emballé des motos avant de déménager à San Francisco en 1964.
Au milieu des années 1960, c'est à San Francisco, dans le quartier de Haight-Ashbury, que naît le rock psychédélique, influencé par la prise de drogues hallucinogènes, notamment le LSD. Les groupes comme Grateful Dead, Jefferson Airplane, Big Brother and the Holding Company occupent le devant de la scène.
Après avoir vécu dans ce quartier, il part à Virginie dans le Nevada, où il a aidé à mettre en scène des concerts folkloriques « électriques » au Red Dog Saloon.
De retour à San Francisco quelques mois plus tard, il devient l'un des fondateurs du Family Dog, un « collectif », sorte de groupe de hippies, qui a produit des premiers concerts psychédéliques dans la salle de l'Avalon Ballroom avec des groupes comme Jefferson Airplane, Country Joe and the Fish et the Grateful Dead…
Il a rencontré Stanley Mouse un an après et ils ont commencé leur collaboration. Kelley a déclaré « Stanley et moi n'avons eu aucune idée ce que nous faisions. Nous avons les brides sur le cou juste pour produire la rêne libre à devenir folle juste graphiquement fou ».
Après sa mort, Mickey Hart du Grateful Dead a déclaré « Kelley a eu la capacité unique de traduire la musique en images étonnantes qui traduit l'esprit dans lesquels nous étions et ce qui était la musique alors ».

## L'œuvre
Alton Kelley a conçu des centaines d'affiches pour annoncer les concerts des groupes psychédéliques (en particulier à l'Avalon Ballroom et au Fillmore Auditorium)
Le graphisme de ces affiches est fait de couleurs chatoyantes avec des motifs en volute évoquant les hallucinations provoquées par la drogue. D'autres graphistes comme Wes Wilson, Victor Moscoso, Rick Griffin, et Stanley « Mouse » Miller (qui seront nommés avec Alton Kelley les Big 5 et formeront le Mouse Studios) participeront à ce mouvement, qui révolutionnera l’imagerie musicale, témoignant d’un moment particulièrement créatif de la culture américaine.
Son premier succès, avec Stanley Mouse, a été une affiche en 1966 pour un concert Big Brother and the Holding Company et Quicksilver Messenger Service. le graphisme est basé sur le logo de la marque de papier à rouler les cigarettes Zig-Zag.
Avec les artistes Rick Griffin, Stanley Mouse, Victor Moscoso et Wes Wilson, Kelley a fondé l'agence Berkeley Bonaparte afin de produire et vendre l'art psychédélique des affiches.
Les Big 5 produiront de 1966 à 1969 environ 600 affiches pour Charlatans, Thirteen Floor Elevators, Grateful Dead, Jefferson Airplane, Jimi Hendrix, les Quicksilver Messenger, Big Brother and the Holding Company, les Doors, le Velvet Underground et Pink Floyd.
Alton Kelley a aussi produit des couvertures d'album dans les années 1960. Avec son ami Stanley Mouse, Kelley a créé « les ailes et les coléoptères » sur la couverture de l'album Journey. Il a aussi réalisé les pochettes des albums Workingman's Dead et American Beauty de Grateful Dead ainsi que le « Pegasus » pour l'album Book of Dreams de Steve Miller. 
Sa création la plus connue est le « Skull and roses » pour Grateful Dead. La base du graphisme est venue d'une illustration du « Rubaiyat » un recueil de poésie du poète persan Omar Khayyam, mort en 1123. Kelley a trouvé l'illustration dans un livre de bibliothèque, a agrandi l'image, apporté des modifications notable à l'original et ajouté des couleurs « J'ai su que tout de suite que ça serait un classique ». Le dessin est apparu pour la première fois sur une affiche d'un concert au Avalon Ballroom en 1967. En 1971, elle a été employée comme couverture pour l'album Grateful Dead qui est parfois appelé Skull and roses
En 1995, Kelley a conçu et a imprimé une affiche de Jack Kerouac pour obtenir des fonds afin d'aider Jan Kerouac, fille de Jack.